# Вигрид
Вигрид (нордически: Vigriðr) в скандинавска митология е огромната равнината, на която ще се проведе Рагнарьок. Другото име на това поле е Оскопнир.

## Поетична Еда
Равнината е спомената в книга Вафтруднисмал от Поетичната Еда:
| „ | Вафтрутнир проговори: Говори сега, Гагнрат, ако там от пода желаеш своята мъдрост да споделиш: Какво име носи полето, където в битка ще се срещнат Сурт и милостивите богове? Один проговори: Вигрид е полето, където в битка ще се срещнат Сурт и милостивите богове; сто мили е то голямо и тъй са поставени неговите граници. Вафтруднисмал, 17-18 | “ |

## Прозаична Еда
Описано е и в книгата Гюлфагининг от Прозаичната Еда:
| „ | Синовете на Муспел ще се запътят към оная равнина, наречена Вигрид; натам ще тръгне и вълкът Фенрир и също змията от Мидгард; след това Локи и Хрюм още ще дойдат, а с тях и всички Хримтурси. Всички герои от Хелхайм ще последват Локи; а синовете на Муспел ще ги съпътстват и всичко ще бъде много светло. Полето Вигрид е сто левги широко. | “ |